# Manta Aisora
Manta Aisora (逢空万太 Aisora Manta?) (Sapporo, Japón, 3 de octubre de 1981) es un novelista japonés, escritor de novelas ligeras.

## Biografía
- 2012: Fue galardonado con el 1.er Premio otorgado por GA Bunko (patrocinado por Softbank Creative) en Yumemiru mama ni machi itari (夢見るままに待ちいたり No se puede esperar a salir del sueño?)
- La obra ganadora fue renombrada por "Haiyore! Nyaruko-san" desde que debutó en GA Bunko.

### Personal
- Su comida favorita es el licor, a menudo suele hablar de ello en su Twitter.
- Le gusta Kamen Rider (al parecer los animes mechas), se ve reflejado a partir del Tomo 2 de Nyaruko-san, publicados desde 2012 en adelante. En particular, Kamen Rider Kabuto y Kamen Rider Decade y parodia mucho en las entregas de sus novelas.
- Al principio de los audiocomentarios de Nyaruko-san anuncian sus cosas favoritas.

## Trabajos
- Haiyore! Nyaruko-san (這いよれ! ニャル子さん?), 12 volúmenes.
- Miyama-san chi no bretein (深山さんちのベルテイン?), 3 volúmenes publicados.
- Valkyrie Works (ヴァルキリーワークス?), 4 volúmenes publicados.
- Yūsha ga maō wo taoshite kurenai (勇者が魔王を倒してくれない?), serie de GANGAN ONLINE.